# Cirith Ungol

Nyugat-Középfölde vázlatos térképe

Cirith Ungol a Morgul-hágót őrző erőd a Mordort szegélyező Árnyék-hegységben (Ephel Dúath). Sindarin nyelvű nevének jelentése: Pókhasadék, illetve Pókhágó — ezt a nevet a hágó alatti barlangban élő Banyapókról kapta (ő Melkor szövetségese, Ungoliant lánya.

## Földrajzi helyzete
Az Árnyék-hegység Észak–Dél csapású vonulatának közepe táján található (térkép). Ez a hegység két, Mordorból Ithilienbe vezető hágója közül a magasabb és veszélyesebb. 

## Története
A hágó legmagasabb pontján Mordor szemmel tartására, az onnan esetleg érkező gonosz erők feltartóztatására még a gondoriak építettek erődítményt a másodkor végén, Szauron legyőzése után. 
Ahogy Gondor ereje csökkent, az őrtornyot kiürítették. Később Mordorból jött orkok szálltak meg, és az ő helyőrségük lett. A Gyűrűk Urának történetében itt sikerült Frodónak és Samunak átkelnie az Árnyék-hegység belső oldalára.